# Sacoglossa
Sacoglossa са разред дребни морски коремоноги мекотели от подклас Heterobranchia. Представителите са известни с това, че интегрират хлоропластите от храната в своите клетки и така имат възможността да набавят енергия и посредством фотосинтеза. Разпространени са в тропични и субтропични води на Световния океан с най-голяма концентрация в района на Индомалая и Карибите.